# Mario Salas
Mario Alfredo Salas Saieg (Viña del Mar, 11 de octubre de 1967) es un exfutbolista, profesor de educación física y entrenador chileno. Actualmente sin club.

## Trayectoria

### Como jugador
Realizó su formación futbolística en las inferiores de Everton. También dedicó su tiempo al rugby, destacando como medio scrum en los Old Macks de su colegio, lo que le permitió disputar el Campeonato Sudamericano Juvenil de Rugby en 1986 con la selección chilena de rugby. Finalmente se decidió por el fútbol, debutando por Everton en noviembre de 1987 contra Deportes Concepción en el Estadio Sausalito, para luego vestir las camisetas de Unión Española, Palestino, Colo-Colo, Santiago Morning, Santiago Wanderers, Deportes Antofagasta y regresando a Everton en donde finalizó su carrera.
Su palmarés como jugador está fuertemente relacionado con Colo-Colo, ya que salvo el título de Copa Chile en 1993 con Unión Española, sus demás títulos los consiguió en el equipo de Macul (tres títulos de Primera División y la Copa Chile 1996) bajo las órdenes de Gustavo Benítez.
Posee el título de Profesor de Educación Física, otorgado por la Pontificia Universidad Católica de Valparaíso. También realizó el curso de entrenador en el INAF.

### Como entrenador

#### Años como ayudante y Barnechea
Una vez retirado como deportista, ingresó en 2003 al INAF, donde como iniciador y monitor de fútbol egresaría en 2006. Sus primeros pasos los dio como asistente en el fútbol profesional acompañando a Gualberto Jara en Universidad de Concepción en los años 2005 y 2006. Más tarde, fue el ayudante de Marcelo Espina en Unión Española en 2008 sin mayor suerte. Finalmente, hizo lo propio con el uruguayo Nelson Acosta en Everton entre 2009 y 2010 mientras también era jefe de las divisiones inferiores de dicho club.
Debutó como directo técnico en Barnechea el año 2009, tras haberse mantenido como ayudante de campo en sus primeros años. Allí lograría el ascenso a Primera B por primera vez desde la fundación del club (1929), y la temporada siguiente rozó el ascenso a Primera División al perder en la Liguilla de Promoción contra Cobresal. Sus buenas campañas con Barnechea le permitirían llegar en 2013 a la Selección nacional juvenil, con la que clasificó a la Copa Mundial Sub-20 de ese mismo año.

#### Selección Sub-20 de Chile
A finales de 2012, tras casi lograr el ascenso a Primera División con Barnechea, es nombrado entrenador de la Selección de fútbol sub-20 de Chile, ante la renuncia de Fernando Carvallo.
Al mando de la Selección de fútbol sub-20 de Chile consigue el cuarto lugar del Campeonato Sudamericano de Fútbol Sub-20 de 2013 y la clasificación a la Copa Mundial de Fútbol Sub-20 de 2013. En el certamen, el equipo chileno clasificó segundo es su grupo, solo superado por Irak. En octavos de final, Chile le ganó a Croacia por 2 goles a 0, accediendo a cuartos de final, instancia donde fue eliminado por Ghana. El 14 de noviembre de 2013, Mario Salas dejó de ser técnico de la selección.

#### Huachipato
El 12 de diciembre de 2013 es presentado como nuevo técnico de Huachipato, con la misión de salvar del descenso al cuadro acerero. Después de mantener la categoría, logra llegar a la final de la Copa Chile 2013-14 y clasifica a la Copa Sudamericana 2014, llegando a octavos de final. En el Torneo Apertura 2014, Huachipato termina en el quinto puesto, clasificando a la Liguilla Pre-Libertadores.

#### Universidad Católica
El 18 de diciembre de 2014 fue oficializado como nuevo entrenador de Universidad Católica. Al día siguiente fue presentado en el equipo cruzado. El martes 19 de mayo de 2015, obtuvo el premio al Mejor entrenador 2014-2015. Un día después ganó la Liguilla Pre-Sudamericana 2015 junto a Universidad Católica.
En la Copa Sudamericana 2015, la UC es eliminada en segunda ronda por Libertad de Paraguay. En el plano local, logra disputar hasta la última fecha el Torneo Clausura 2015 y el Torneo Apertura 2015.
El 30 de abril de 2016 logra el título del Torneo Clausura 2016 con Universidad Católica, logrando el undécimo campeonato en la historia del cuadro cruzado. El 15 de septiembre de 2016, Gana la Supercopa de Chile venciendo a la Universidad de Chile 2-1, siendo esta la primera vez que el conjunto cruzado obtiene ese título. El 8 de diciembre de 2016, Universidad Católica disputó la última fecha del Apertura 2016. Con un triunfo de 2:0 ante Deportes Temuco en el Estadio Germán Becker, la franja obtuvo su duodécima estrella y el primer bicampeonato de su historia. Gracias a los tres títulos obtenidos en el 2016, se consagró como uno de los técnicos más exitosos en la historia del club. 
El 30 de noviembre de 2017, se oficializa su salida del conjunto cruzado.

#### Sporting Cristal
El 21 de diciembre de 2017, a través de sus redes sociales, Sporting Cristal informó que Mario Salas será su nuevo director técnico por las próximas dos temporadas, en el tiempo que estuvo en el conjunto peruano, ganó el Torneo de Verano y el Torneo Apertura, clasificando directamente a la final. El 16 de diciembre se coronó campeón con el equipo cervecero, disputando la final ante Alianza Lima por el Torneo Descentralizado 2018, al cual goleó en los partidos de ida (marcador 1-4) y vuelta (marcador 3-0) con un marcador global de 7 a 1, siendo la final más fácil de la historia del fútbol peruano.

#### Colo-Colo
El 20 de diciembre de 2018, fue presentado como director técnico de Colo Colo para enfrentar la temporada 2019.
En su primer año en Colo Colo, tendría una irregular campaña llenándose de grandes críticas por algunos resultados adversos como perder un clásico ante Universidad Católica o la temprana eliminación de la Copa Sudamericana. Pese a ello el equipo quedó Subcampeón y clasificaría a la Copa Libertadores 2020. 
El 22 de enero el equipo de Salas ganaría la Copa Chile al derrotar en la final por 2-1 a su clásico rival la Universidad de Chile, obteniendo la primera estrella en el equipo Albo. El 25 de febrero fue desvinculado del club tras los malos resultados en el inicio del Campeonato Nacional, donde solo alcanzó 3 puntos en cinco fechas.

#### Alianza Lima
El 2 de abril de 2020 se oficializa su llegada al cuadro blanquiazul. Luego de una serie de malos resultados, es despedido por la directiva el 30 de octubre del mismo año.

#### Wadi Degla
El 1 de febrero de 2021 se oficializa su llegada al Wadi Degla FC de Egipto. Equipo que actualmente se encuentra en la zona de descenso en la Premier League de Egipto. El técnico chileno llega para lograr la permanencia con la escuadra africana. El 27 de mayo de 2021, y luego de una seguidilla sin triunfos, fue desvinculado del club. 

#### Regreso a Huachipato
El 18 de octubre de 2021 es presentado como nuevo técnico de Huachipato en reemplazo de Juan José Luvera, con la misión de salvar del descenso al club, donde los "acereros" marchan en zona de Promoción.En dicha campaña, el club descendió en cancha, pero logró la salvación tras el descuento de puntos a Deportes Melipilla,permitiendo disputar la promoción ante Deportes Copiapó, logrando mantenerse en la primera división tras derrotarlo en partidos de ida y vuelta.
El 10 de noviembre de 2022, se anunció su salida del club por mutuo acuerdo con la dirigencia acerera.

#### Magallanes
En mayo de 2023, es anunciado como nuevo entrenador de Magallanes de la Primera división chilena, en reemplazo de Nicolás Núñez, con la misión de revertir los malos resultados en el torneo local, en donde el cuadro carabelero marchaba en la última posición.Pese a mejorar la puntuación del equipo, no logró mantener al equipo en la categoría de oro del fútbol chileno.Además, logró el subcampeonato de la Copa Chile, perdiendo la final ante Colo-Colo.

#### Ñublense
El 23 de diciembre de 2023 es anunciado como el nuevo director técnico de Ñublense de la Primera División chilena. Tras lograr el subcampeonato de la Copa Chile 2024 y la clasificación a la Copa Libertadores 2025, se anunció que su contrato no fue renovado para la temporada 2025.

#### Deportes Temuco
El 4 de diciembre de 2024 es anunciado a través de las redes sociales como el nuevo adiestrador de Deportes Temuco de la Primera B. El 9 de mayo de 2025, tras una seguidilla de malos resultados, con el equipo en el penúltimo lugar de la tabla de la Primera B, es anunciado su despido del cuadro temuquense.

## Selección nacional
Jugó por la selección chilena, participando en 5 partidos entre 1993 y 1997. Debutó el 8 de septiembre de 1993 en un partido amistoso ante la selección de España. Formó parte del equipo que participó en la Copa América 1997 y participó del proceso eliminatorio que derivaría en la clasificación de Chile al Mundial de Francia 98'.

### Participaciones en Copa América
| Torneo            | Sede    | Resultado      | Partidos |
| ----------------- | ------- | -------------- | -------- |
| Copa América 1997 | Bolivia | Fase de grupos | 3        |

### Participaciones en eliminatorias a la Copa del Mundo
| Eliminatoria                 | Sede    | Resultado   | Posición | Partidos |
| ---------------------------- | ------- | ----------- | -------- | -------- |
| Clasificatorias Francia 1998 | Francia | Clasificado | 4.º      | 1        |

### Partidos internacionales
| 1     | 8 de septiembre de 1993 | Estadio José Rico Pérez, Alicante, España   | España     | 2-0 | Chile    |   |  | Nelson Acosta | Amistoso                     |
| 2     | 12 de febrero de 1997   | Estadio Hernando Siles, La Paz, Bolivia     | Bolivia    | 1-1 | Chile    |   |  | Nelson Acosta | Clasificatorias Francia 1998 |
| 3     | 2 de abril de 1997      | Estadio Mané Garrincha, Brasilia, Brasil    | Brasil     | 4-0 | Chile    |   |  | Nelson Acosta | Amistoso                     |
| 4     | 11 de junio de 1997     | Estadio Félix Capriles, Cochabamba, Bolivia | Chile      | 0-1 | Paraguay |   |  | Nelson Acosta | Copa América 1997            |
| 5     | 14 de junio de 1997     | Estadio Félix Capriles, Cochabamba, Bolivia | Argentina  | 2-0 | Chile    |   |  | Nelson Acosta | Copa América 1997            |
| Total | Total                   | Total                                       | Presencias | 5   | Goles    | 0 |  |               |                              |

| Selección chilena | Selección chilena | Selección chilena |
| Año               | Partidos          | Goles             |
| ----------------- | ----------------- | ----------------- |
| 1993              | 1                 | 0                 |
| 1997              | 4                 | 0                 |
| Total             | 5                 | 0                 |

## Clubes

### Como jugador
| Club                 | País  | Año       |
| -------------------- | ----- | --------- |
| Everton              | Chile | 1987-1992 |
| Unión Española       | Chile | 1993-1994 |
| Palestino            | Chile | 1995      |
| Colo-Colo            | Chile | 1996-1998 |
| Santiago Morning     | Chile | 1998      |
| Santiago Wanderers   | Chile | 1999      |
| Deportes Antofagasta | Chile | 2000      |
| Everton              | Chile | 2001      |

### Como entrenador

#### Clubes
| Equipo                       | Div.         | Temporada    | Liga | Liga | Liga | Liga | Liga |    | Copa | Copa | Copa | Copa |   | Internacional | Internacional | Internacional | Internacional | Internacional |   | Otros | Otros | Otros | Otros |     | Totales     | Totales | Totales | Totales | Totales | Totales | Totales | Totales | Totales |
| Equipo                       | Div.         | Temporada    | PD   | G    | E    | P    | Pos. | PD | G    | E    | P    | PD   | G | E             | P             | Pos.          | PD            | G             | E | P     | PD    | G     | E     | P   | Rendimiento | GF      | GC      | Dif.    | Ptos.   |         |         |         |         |
| ---------------------------- | ------------ | ------------ | ---- | ---- | ---- | ---- | ---- | -- | ---- | ---- | ---- | ---- | - | ------------- | ------------- | ------------- | ------------- | ------------- | - | ----- | ----- | ----- | ----- | --- | ----------- | ------- | ------- | ------- | ------- | ------- | ------- | ------- | ------- |
| Barnechea · Chile            | 3.ª          | 2011         | 26   | 14   | 5    | 7    | 1.º  | 4  | 2    | 2    | 0    | -    | - | -             | -             | -             | -             | -             | - | -     | 30    | 16    | 7     | 7   | 61.11%      | 54      | 25      | +29     | 55      |         |         |         |         |
| Barnechea · Chile            | 2.ª          | 2012         | 38   | 19   | 9    | 10   | 2.º  | 8  | 4    | 2    | 2    | -    | - | -             | -             | -             | 4             | 1             | 2 | 1     | 50    | 24    | 13    | 13  | 56.67%      | 90      | 75      | +15     | 85      |         |         |         |         |
| Barnechea · Chile            | Total        | Total        | 64   | 33   | 14   | 17   | -    | 12 | 6    | 4    | 2    | -    | - | -             | -             | -             | 4             | 1             | 2 | 1     | 80    | 40    | 20    | 20  | 58.33%      | 144     | 100     | +44     | 140     |         |         |         |         |
| Huachipato · Chile           | 1.ª          | 2014-C       | 17   | 7    | 4    | 6    | 6.º  | 3  | 2    | 0    | 1    | -    | - | -             | -             | -             | -             | -             | - | -     | 20    | 9     | 4     | 7   | 51.67%      | 35      | 32      | +3      | 31      |         |         |         |         |
| Huachipato · Chile           | 1.ª          | 2014-A       | 17   | 8    | 2    | 7    | 5.º  | 6  | 2    | 2    | 2    | 6    | 3 | 0             | 3             | 1/8           | 2             | 0             | 0 | 2     | 31    | 13    | 4     | 14  | 46.24%      | 49      | 48      | +1      | 43      |         |         |         |         |
| Universidad Católica · Chile | 1.ª          | 2015-C       | 17   | 8    | 5    | 4    | 4.º  | -  | -    | -    | -    | -    | - | -             | -             | -             | 4             | 2             | 1 | 1     | 21    | 10    | 6     | 5   | 57.14%      | 49      | 38      | +11     | 36      |         |         |         |         |
| Universidad Católica · Chile | 1.ª          | 2015-A       | 15   | 10   | 2    | 3    | 2.º  | 8  | 5    | 0    | 3    | 4    | 2 | 0             | 2             | 2.ªF          | 4             | 2             | 0 | 2     | 31    | 19    | 2     | 10  | 63.44%      | 64      | 36      | +28     | 59      |         |         |         |         |
| Universidad Católica · Chile | 1.ª          | 2016-C       | 15   | 9    | 2    | 4    | 1.º  | -  | -    | -    | -    | -    | - | -             | -             | -             | -             | -             | - | -     | 15    | 9     | 2     | 4   | 64.44%      | 33      | 25      | +8      | 29      |         |         |         |         |
| Universidad Católica · Chile | 1.ª          | 2016-A       | 15   | 9    | 4    | 2    | 1.º  | 8  | 4    | 1    | 3    | 2    | 0 | 1             | 1             | 1.ªF          | 1             | 1             | 0 | 0     | 26    | 14    | 6     | 6   | 61.54%      | 53      | 33      | +20     | 48      |         |         |         |         |
| Universidad Católica · Chile | 1.ª          | 2017-C       | 15   | 7    | 2    | 6    | 4.º  | -  | -    | -    | -    | 6    | 1 | 2             | 3             | FG            | -             | -             | - | -     | 21    | 8     | 4     | 9   | 44.45%      | 33      | 34      | -1      | 28      |         |         |         |         |
| Universidad Católica · Chile | 1.ª          | 2017-T       | 15   | 4    | 4    | 7    | 11.º | 4  | 2    | 1    | 1    | -    | - | -             | -             | -             | 1             | 0             | 0 | 1     | 20    | 6     | 5     | 9   | 38.33%      | 25      | 28      | -3      | 23      |         |         |         |         |
| Universidad Católica · Chile | Total        | Total        | 92   | 47   | 19   | 26   | -    | 20 | 11   | 2    | 7    | 12   | 3 | 3             | 6             | -             | 10            | 5             | 1 | 4     | 134   | 66    | 25    | 43  | 55.47%      | 257     | 194     | +63     | 223     |         |         |         |         |
| Sporting Cristal · Perú      | 1.ª          | 2018         | 48   | 29   | 12   | 7    | 1.º  | -  | -    | -    | -    | 2    | 1 | 0             | 1             | 1.ªF          | -             | -             | - | -     | 50    | 30    | 12    | 8   | 73.33%      | 119     | 43      | +76     | 102     |         |         |         |         |
| Sporting Cristal · Perú      | Total        | Total        | 48   | 29   | 12   | 7    | -    | -  | -    | -    | -    | 2    | 1 | 0             | 1             | -             | -             | -             | - | -     | 50    | 30    | 12    | 8   | 73.33%      | 119     | 43      | +76     | 102     |         |         |         |         |
| Colo-Colo · Chile            | 1.ª          | 2019         | 24   | 11   | 7    | 6    | 2.º  | 8  | 6    | 1    | 1    | 2    | 1 | 0             | 1             | 1.ªF          | -             | -             | - | -     | 34    | 18    | 8     | 8   | 60.78%      | 55      | 39      | +16     | 62      |         |         |         |         |
| Colo-Colo · Chile            | 1.ª          | 2020         | 5    | 1    | 0    | 4    | Inc. | -  | -    | -    | -    | -    | - | -             | -             | -             | -             | -             | - | -     | 5     | 1     | 0     | 4   | 20%         | 5       | 7       | -2      | 3       |         |         |         |         |
| Colo-Colo · Chile            | Total        | Total        | 29   | 12   | 7    | 10   | -    | 8  | 6    | 1    | 1    | 2    | 1 | 0             | 1             | -             | -             | -             | - | -     | 39    | 19    | 8     | 12  | 55.56%      | 60      | 46      | +14     | 65      |         |         |         |         |
| Alianza Lima · Perú          | 1.ª          | 2020         | 15   | 3    | 6    | 6    | Inc. | -  | -    | -    | -    | 4    | 0 | 1             | 3             | FG            | -             | -             | - | -     | 19    | 3     | 7     | 9   | 28.07%      | 20      | 25      | -5      | 16      |         |         |         |         |
| Alianza Lima · Perú          | Total        | Total        | 15   | 3    | 6    | 6    | -    | -  | -    | -    | -    | 4    | 0 | 1             | 3             | -             | -             | -             | - | -     | 19    | 3     | 7     | 9   | 28.07%      | 20      | 25      | -5      | 16      |         |         |         |         |
| Wadi Degla · Egipto          | 1.ª          | 2020-21      | 13   | 2    | 4    | 7    | Inc. | 3  | 2    | 0    | 1    | -    | - | -             | -             | -             | -             | -             | - | -     | 16    | 4     | 4     | 8   | 33.33%      | 15      | 19      | -4      | 16      |         |         |         |         |
| Wadi Degla · Egipto          | Total        | Total        | 13   | 2    | 4    | 7    | -    | 3  | 2    | 0    | 1    | -    | - | -             | -             | -             | -             | -             | - | -     | 16    | 4     | 4     | 8   | 33.33%      | 15      | 19      | -4      | 16      |         |         |         |         |
| Huachipato · Chile           | 1.ª          | 2021         | 8    | 4    | 2    | 2    | 15.º | -  | -    | -    | -    | -    | - | -             | -             | -             | 2             | 2             | 0 | 0     | 10    | 6     | 2     | 2   | 66.67%      | 14      | 8       | +6      | 20      |         |         |         |         |
| Huachipato · Chile           | 1.ª          | 2022         | 30   | 10   | 5    | 15   | 12.º | 8  | 3    | 3    | 2    | -    | - | -             | -             | -             | -             | -             | - | -     | 38    | 13    | 8     | 17  | 41.23%      | 41      | 52      | -11     | 47      |         |         |         |         |
| Huachipato · Chile           | Total        | Total        | 72   | 29   | 13   | 30   | -    | 17 | 7    | 5    | 5    | 6    | 3 | 0             | 3             | -             | 4             | 2             | 0 | 2     | 99    | 41    | 18    | 40  | 47.47%      | 139     | 140     | -1      | 141     |         |         |         |         |
| Magallanes · Chile           | 1.ª          | 2023         | 16   | 6    | 3    | 7    | 15.º | 7  | 4    | 0    | 3    | 2    | 0 | 1             | 1             | FG            | -             | -             | - | -     | 25    | 10    | 4     | 11  | 45.33%      | 40      | 40      | 0       | 34      |         |         |         |         |
| Magallanes · Chile           | Total        | Total        | 16   | 6    | 3    | 7    | -    | 7  | 4    | 0    | 3    | 2    | 0 | 1             | 1             | -             | -             | -             | - | -     | 25    | 10    | 4     | 11  | 45.33%      | 40      | 40      | 0       | 34      |         |         |         |         |
| Ñublense · Chile             | 1.ª          | 2024         | 30   | 11   | 7    | 12   | 9.º  | 10 | 4    | 4    | 2    | -    | - | -             | -             | -             | -             | -             | - | -     | 40    | 15    | 11    | 14  | 46.67%      | 60      | 44      | +16     | 56      |         |         |         |         |
| Ñublense · Chile             | Total        | Total        | 30   | 11   | 7    | 12   | -    | 10 | 4    | 4    | 2    | -    | - | -             | -             | -             | -             | -             | - | -     | 40    | 15    | 11    | 14  | 46.67%      | 60      | 44      | +16     | 56      |         |         |         |         |
| Deportes Temuco · Chile      | 2.ª          | 2025         | 9    | 1    | 3    | 5    | Inc. | 5  | 1    | 2    | 2    | -    | - | -             | -             | -             | -             | -             | - | -     | 14    | 2     | 5     | 7   | 26.19%      | 12      | 24      | -12     | 11      |         |         |         |         |
| Deportes Temuco · Chile      | Total        | Total        | 9    | 1    | 3    | 5    | -    | 5  | 1    | 2    | 2    | -    | - | -             | -             | -             | -             | -             | - | -     | 14    | 2     | 5     | 7   | 26.19%      | 12      | 24      | -12     | 11      |         |         |         |         |
| Total clubes                 | Total clubes | Total clubes | 388  | 173  | 88   | 127  | -    | 82 | 41   | 18   | 23   | 28   | 8 | 5             | 15            | -             | 18            | 8             | 3 | 7     | 516   | 230   | 114   | 172 | 51.93%      | 866     | 675     | +191    | 804     |         |         |         |         |
| 1. 2. 3.                     |              |              |      |      |      |      |      |    |      |      |      |      |   |               |               |               |               |               |   |       |       |       |       |     |             |         |         |         |         |         |         |         |         |

#### Selección
| Chile Sub-20    | 2013            | 9 | 6 | 1 | 2 | 4.º | 5 | 2 | 1 | 2 | 1/4 | - | - | - | - | 14 | 8 | 2 | 4 | 61.9% | 24 | 17 | +7 |
| Total Selección | Total Selección | 9 | 6 | 1 | 2 | -   | 5 | 2 | 1 | 2 | -   | - | - | - | - | 14 | 8 | 2 | 4 | 61.9% | 24 | 17 | +7 |

#### Resumen estadístico
| Competición                 | Partidos | Ganados | Empatados | Perdidos | %      |
| Clubes                      | Clubes   | Clubes  | Clubes    | Clubes   | Clubes |
| --------------------------- | -------- | ------- | --------- | -------- | ------ |
| Tercera División A de Chile | 26       | 14      | 5         | 7        | 60.26% |
| Primera B de Chile          | 51       | 21      | 14        | 16       | 50.33% |
| Primera División de Chile   | 251      | 111     | 50        | 90       | 50.86% |
| Copa Chile                  | 79       | 39      | 18        | 22       | 56.96% |
| Supercopa de Chile          | 2        | 1       | 0         | 1        | 50%    |
| Primera División del Perú   | 63       | 32      | 18        | 13       | 60.31% |
| Liga Premier de Egipto      | 13       | 2       | 4         | 7        | 25.64% |
| Copa de Egipto              | 3        | 2       | 0         | 1        | 66.67% |
| Copa Libertadores           | 10       | 1       | 3         | 6        | 20%    |
| Copa Sudamericana           | 18       | 7       | 2         | 9        | 42.59% |
| Total clubes                | 516      | 230     | 114       | 172      | 51.93% |
| Selección                   |          |         |           |          |        |
| Sudamericano                | 9        | 6       | 1         | 2        | 70.37% |
| Mundial                     | 5        | 2       | 1         | 2        | 46.67% |
| Total selección             | 14       | 8       | 2         | 4        | 61.9%  |
| Total en su carrera         | 530      | 238     | 116       | 176      | 52.21% |

## Palmarés

### Como jugador

#### Campeonatos nacionales
| Título           | Equipo         | País  | Año    |
| ---------------- | -------------- | ----- | ------ |
| Copa Chile       | Unión Española | Chile | 1993   |
| Copa Chile       | Colo-Colo      | Chile | 1996   |
| Primera División | Colo-Colo      | Chile | 1996   |
| Primera División | Colo-Colo      | Chile | 1997-C |

### Como entrenador

#### Torneos cortos
| Título           | Equipo           | País | Año  |
| ---------------- | ---------------- | ---- | ---- |
| Torneo de Verano | Sporting Cristal | Perú | 2018 |
| Torneo Apertura  | Sporting Cristal | Perú | 2018 |

#### Campeonatos nacionales
| Título             | Equipo               | País  | Año    |
| ------------------ | -------------------- | ----- | ------ |
| Tercera División   | Barnechea            | Chile | 2011   |
| Primera División   | Universidad Católica | Chile | 2016-C |
| Supercopa de Chile | Universidad Católica | Chile | 2016   |
| Primera División   | Universidad Católica | Chile | 2016-A |
| Primera División   | Sporting Cristal     | Perú  | 2018   |
| Copa Chile         | Colo-Colo            | Chile | 2019   |